# Bergia polyantha
Bergia polyantha là một loài thực vật có hoa trong họ Elatinaceae. Loài này được Sond. mô tả khoa học đầu tiên năm 1850.